# Musis Sacrum (Schiedam)
Musis Sacrum (Latijn: gewijd aan de Muzen) is een rijksmonument aan de Lange Haven 115 in de Nederlandse stad Schiedam. Het gebouw met een middenrisaliet heeft gepleisterde lijstgevels. Het witgepleisterde gebouw wordt bekroond met een lijstgevel. Boven de hoge vensters op de eerste verdieping is snijwerk in empirestijl aangebracht.

Een aantal Schiedamse burgers richtte in 1842 de vereniging Musis Sacrum op voor de bevordering der beoefening van fraaie kunsten en wetenschappen en brachten een kapitaal bijeen van zeventienduizend vijfhonderd gulden. Om de bouw mogelijk te maken werd een pand aan de Lange Haven gesloopt. 

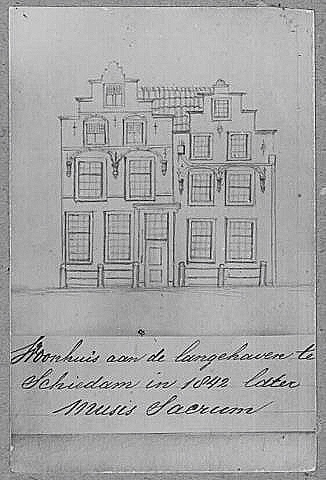
Een tekening van een pand op de Lange Haven in 1842 door J. van Diggelen. Later is op deze plaats het Musis Sacrum gebouwd.

Na de eerstesteenlegging op 10 mei 1842 werd Musis Sacrum op 11 oktober van dat jaar ingewijd als concertzaal. Drie jaar later werd het gebouw geschikt gemaakt als schouwburg. De zaal dienende tot het houden der bijeenkomsten van verschillende genootschappen voor wetenschappen en kunsten; de concertzaal is 25 el lang, 8 1/2 el breed, ongeveer 8 el hoog en is vooral uit het oogpunt der acoustiek voortreffelijk gebouwd; zij kan ruim 400 mensen bevatten, en dient sedert 1845 ook tot Schouwburg. Naast de concertzaal was een gang die naar een stemkamer voor orkesten leidde. Aan de voorzijde op de tweede verdieping bevonden zich een koffiekamer en een biljartkamer.
In Musis Sacrum werden voorstellingen gegeven en werden er films gedraaid, maar er vonden ook veilingen plaats. Tot de sprekers op de gehouden bijeenkomsten van genootschappen behoorden sprekers als Multatuli, Arthur Seyss-Inquart, Simon Carmiggelt en Paul Huf.
Begin 1917 waren er veel gevluchte Polen en Russen in Rotterdam-West. Daarom werden door de Directie ter Tehuizen voor Poolsche vluchtelingen een aantal panden in Schiedam opgekocht, waaronder Musis Sacrum.
In 1978 was er een grote restauratie.
Eind twintigste eeuw werd het gebouw gebruikt als bowlingcentrum. Rond de laatste eeuwwisseling werd de zaal afgebroken en bleef slechts de voorgevel behouden.